# UBOS Ultimate Book Of Spells
Ultimate Book of Spells, o UBOS, es una serie canadiense de televisión animada para niños que comenzó a producirse en 2001. La serie se emitió en YTV en Canadá, Toon Disney en los Estados Unidos, Italia 1 y Rai en Italia y en CBBC y Pop en el Reino Unido. , y corrió durante 26 episodios.
Inspirado en el popular libro y serie de películas de Harry Potter, el programa presenta un trío de "magos en entrenamiento" en una escuela privada encantada dirigida por Miss Crystalgazer. Cassy es una bruja júnior, Gus es un mago júnior mitad elfo / mitad humano, y Verne es un "mortie" prometedor, es decir, un humano no mágico. Con la guía del Ultimate Book of Spells que habla (también conocido como UBOS), los tres tienen que luchar contra el mago malvado Zarlak, que está tratando de robar todos los hechizos del mundo. [2]

## Episodios
1. Tres es un encanto
2. Hombre o Mortie
3. El que ríe el último
4. Rootopia de todos los males
5. Tiempo y otra vez
6. Fuego con fuego
7. El nuevo bibliotecario
8. Shadow Land
9. Una vez en una luna azul
10. The Bind That Ties
11. Escudo de armas
12. Fuera de forma
13. La grieta
14. ¡Qué corte!
15. Caos múltiple
16. La lágrima de Moolana
17. Magical Logical
18. Velo de la ilusión
19. Imagen oscura
20. Escuela de belleza durmiente
21. Eclipsado
22. Las chicas grandes no lloran
23. Lucky Gus
24. Magic Quest
25. El señuelo
26. Hechicera solista

- Datos: Q3602993